# Saint-Mamert
Saint-Mamert là một xã thuộc tỉnh Rhône trong vùng Auvergne-Rhône-Alpes phía đông nước Pháp. Xã này nằm ở khu vực có độ cao trung bình 396 mét trên mực nước biển.